# Réserve écologique des Dunes-de-Berry

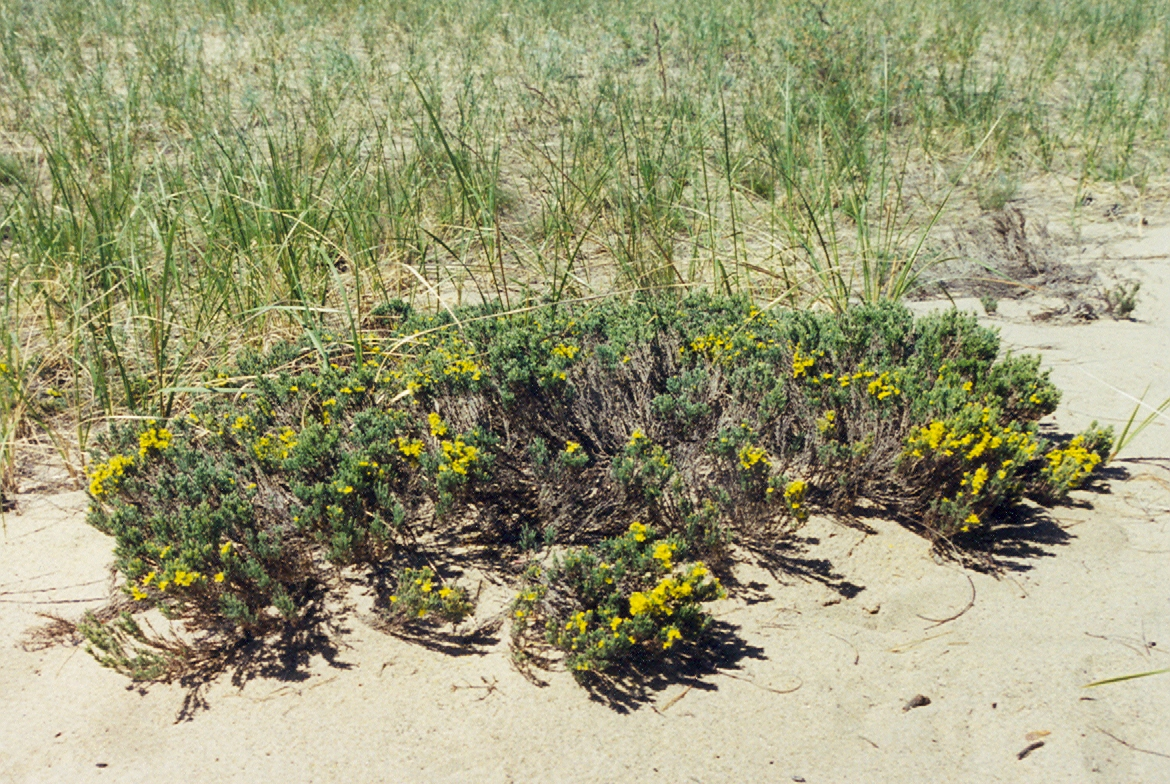
Hudsonia tomentosa, hier im Pancake Bay Provincial Park in Ontario fotografiert. Ihr Bestand ist stark gefährdet.

Die Réserve écologique des Dunes-de-Berry ist ein ca. 259 ha großes Schutzgebiet im Canton de Berry im Westen der kanadischen Provinz Québec rund 45 km nordwestlich von Amos.

## Geografie

### Lage
Der Naturpark liegt zwischen dem Lac Chicobi und dem Lac Berry und repräsentiert im Rahmen des Schutzgebietsystems der Provinz in der Regionalen Grafschaftsgemeinde Abitibi die dortigen Dünenlandschaften, die nach der letzten Eiszeit entstanden sind. Unterhalb der oberflächlichen Sandschichten befindet sich eine wasserführende Lehmschicht.

### Flora
Die trockene Landschaft der nur noch geringfügig wandernden Dünen wird durch Pflanzen wie Schwarz-Fichte und Bewohner der Trockengraslandschaften geprägt, wie etwa die seltene Hudsonia tomentosa. Der Sand der Dünen von Berry stammt von einem Esker, einer oft kilometerlangen Ablagerung von Kies und Sand, die durch subglaziale Schmelzwässer entstanden ist. Da während der langen Abschmelzphase der Gletscher nur ein äußerst dünnes Vegetationskleid entstand, blieben die Dünen nach ihrer Entstehung noch lange in Bewegung. So entstanden im Windschatten der Esker große Dünen, die vom vorherrschenden Westwind stetig mit neuem Sand aufgefüllt wurden. Die Wälder werden von der Amerikanischen Weiß-Birke oder Papier-Birke dominiert, aber auch Erlen, Schwarz-Fichte und Banks-Kiefer kommen vor.

## Sonstiges
In der Region sind daneben noch die Dünen der Moraine-d’Harricana als Réserve écologique streng geschützt.